# 平福头乡
平福头乡，是中华人民共和国湖南省永州市双牌县下辖的一个乡镇级行政单位。2015年11月18日，将平福头乡成建制合并入泷泊镇。

## 行政区划
平福头乡下辖以下地区：
岭脚村、沙背甸村、禄寿村、枫木山村、平福头村、樟古寺村和冲头村。